# 袁安碑

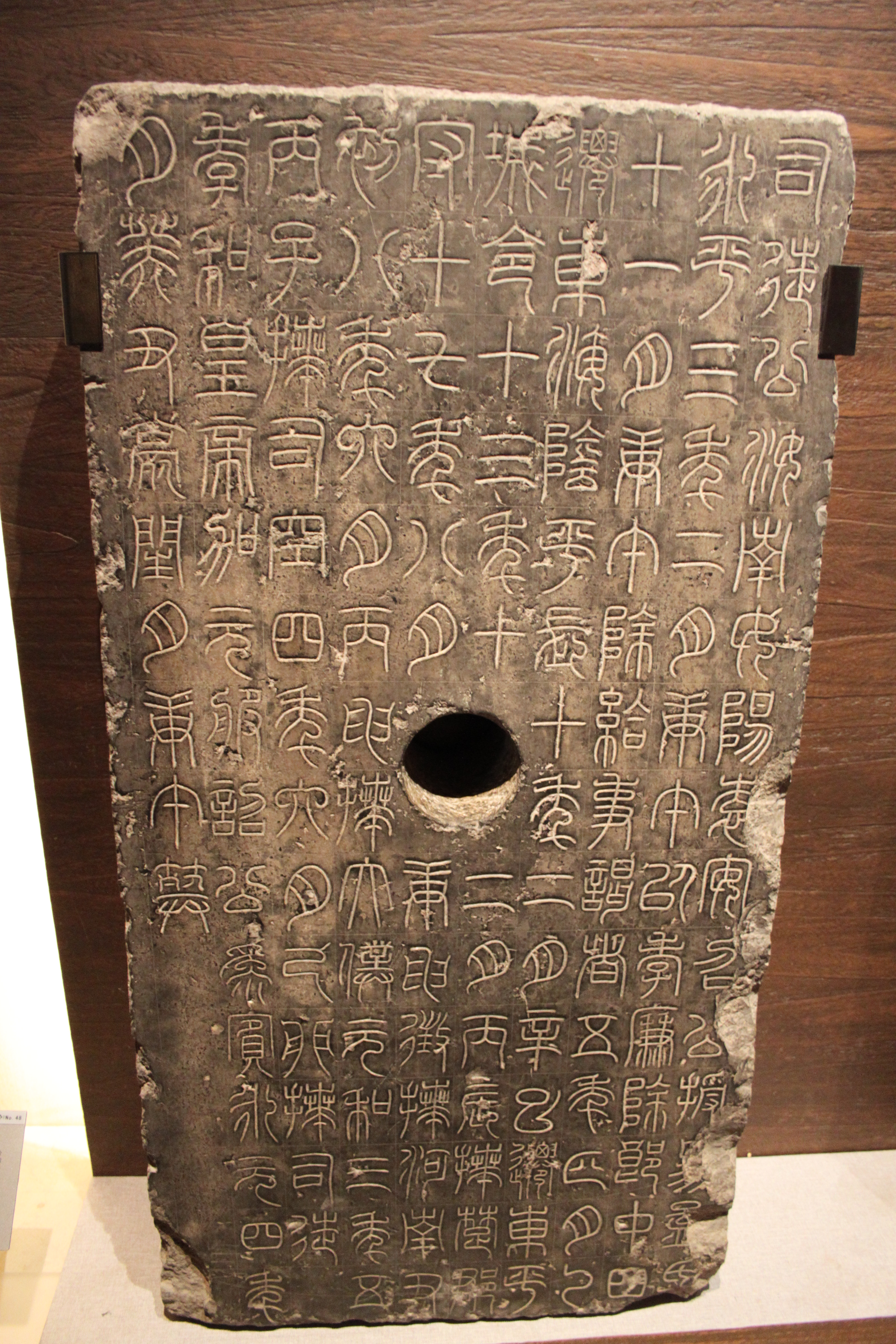
袁安碑

袁安碑（えんあんひ）は、中国の後漢代に司徒を務め、汝南袁氏の始祖となった袁安の墓碑。ただし当時の刻であるかは諸説あり、もしそうであれば隷書が公式書体であった漢代にあって、極めて珍しい篆書による碑ということになる。
碑の現物は現在河南省博物館に所蔵されている。

## 被葬者と建碑の事情
袁安の項も参照のこと
碑文によれば、袁安は汝陽（現在の河南省周口市商水県）の人で、孟子の易を学んだ人物であった。永平3年（60年）に除郎中となったのを初めとして、翌年4年には除給仕謁者となった。永平5年（62年）には地方官に転出して東海陰平長となり、10年（67年）には東平任城令、13年（70年）年末には楚郡太守となった。
その後、永平17年（74年）に再び中央に戻ることになり、河南尹となった。建初8年（83年）には太僕、元和3年（86年）には司空、翌年には司徒となって最高位まで昇りつめ、和帝の元服式にも呼ばれたという。そして永元4年（92年）3月に死去した。享年不明。
碑そのものから伝えられる袁安の情報は以上のものだけである。実際には袁安は汝南袁氏の始祖、そして名宰相として著名な人物で、数々の逸話が残っているがそのようなことは一切書かれていない。また、建碑の事情も全く分かっていない。

## 碑文と書風
碑文は篆書で1行16字、全10行であるが、真ん中2行は丸い穴が穿たれているため1行14字である。碑額はなく、長方形の石にそのまま刻されている。保存状態は一番下の字が全行欠けてはいるもののきわめて良好で、全文読むことが可能である。
内容は上述の出身地と任官記述、死去年が全てで、それ以上それ以下の記述は存在しない。通常この他に必ず字（この場合「召公」）、氏族の出自（この場合舜と陳公室の末裔）、讃辞などが入る墓碑の碑文としては異例の簡素さである。特に上述の通り袁安が著名な人物で、いかにも讃辞として使えそうな逸話が転がっていることを考えれば、不自然なくらいあっさりとしていると言える。
書体が篆書である理由に関しては、この碑の刻年が明らかでないこともあって結論を見ていない（後述）。
書風については秦代以降のものにしては、祀三公山碑などのように角ばった部分などもなくかなり元の篆書に近い。しかし誤字もかなりの割合で見られ、やはり本物の篆書でないことが分かる。

## 研究と評価
この碑は中華民国代、民国19年（1930年）に河南省偃師県の辛家村というところから発見された、非常に発見の新しい碑である。なお同じ村から子の墓碑である袁敞碑がその7年前に出土している。
研究の焦点となったのはこの碑の刻された時期である。当初は素直に後漢代の刻と考えられたが、先ほどのように墓碑としては異例尽くしの碑であるため異論も出ている。袁安が『三国志』で有名な武将・袁紹や袁術の先祖であることから、三国時代に彼をしのんで建てた碑という説や、まったくの偽作であるという説などがある。このためにあまり研究が進んでいないのが実情である。